# Jako z lásky
Jako z lásky je román amerického spisovatele Eda McBaina z roku 1962. Kniha je rozdělena do šestnácti kapitol, autor ji věnoval Vivian a Jackovi Farrenovým. Pochází ze série o fiktivním detektivním okrsku – známý jako 87. revír – ve vymyšleném městě Isola. Má zajímavou strukturu, odehrává se zde více případů (kromě dále popsaných i krátký zátah na výrobce heroinu), navíc je čtenář stále znejišťován a odváděna jeho pozornost.

## Postavy
- Steve Carella – hlavní vyšetřující detektiv tohoto případu
- Cotton Hawes – spoluvyšetřující detektiv
- Blanche Mattfieldová – sebevražedkyně
- Tommy Barlow – oběť
- Margaret Irena Thayerová – oběť
- Amos Barlow – bratr Tommyho
- Richard Bandler – jeden z podezřelých
- Marta Tarnidová – přítelkyně Amose Barlowa
- Christine Maxwellová – přítelkyně Cottona Hawese
- Meyer Meyer – detektiv
- Andy Parker – detektiv

## Povaha zločinu
Zdánlivá sebevražda.

## Děj románu
Detektivka se odehrává v dubnu a květnu roku 1962. Je zde několik případů spojených dohromady. Na začátku se Steve Carella marně snaží zachránit dívku Blanche Mattfieldovou před spácháním sebevraždy skokem z jedenáctého patra. O několik bloků dál zazvoní podomní agent u dveří jednoho bytu, a ten vyletí do vzduchu. V bytě jsou nalezena těla dvou polonahých milenců (Tommy Barlow a Margaret Irena Thayerová), kteří se podle dopisu na rozloučenou rozhodli spáchat společnou sebevraždu otravou svítiplynem. Manžel Ireny Thayerové neměl vůbec tušení, že se jeho žena s někým schází, stejně tak bratr Tommyho Barlowa, Amos Barlow. I když se u postele nacházejí prázdné lahve od whisky, pitva neprokáže stopy alkoholu v těle.
Carellovi v případu tohle nehraje, ale jinak vše nasvědčuje tomu, že šlo o sebevraždu. Při pátrání je náhle surově napaden a zmlácen neznámým mužem. O několik dní později se napadení opakuje, tentokrát se Carella ubrání a útočníka zadrží. Je jím Richard Bandler, bývalý přítel Blanche, který ji opustil a umínil si, že za její smrt může Carella.
Majitel bytu, v němž došlo ke zdánlivé sebevraždě, zjistí, že mu chybí prášky na spaní – dvojici jimi někdo omámil a poté zavraždil. Jako vraha Cotton Hawes usvědčí Tommyho bratra Amose, který nechtěl dopustit, aby bratr začal nový život bez něj. Proto jim nasypal prášky do whisky a zinscenoval sebevraždu včetně dopisu na rozloučenou.